# Артелая
Артелая (544, Константинополь — 560) — святая из Беневенто. День памяти — 3 марта.
Святая Артелая (Arthelais), или Артелаида (Artellaide), вместе со святым Барбатом и святым апостолом Варфоломеем почитается святой покровительницей Беневенто.
Дочь имперского проконсула по имени Люций и его жены Эйтюзы (Aithuesa), Артелая, по преданию, была преследуема Юстинианом, который возжелал её. Однако Артелая приняла обет целомудрия и смогла бежать в Беневенто, где жил её дядя Нарсес Патрикий (Narses Patricius). По дороге её украли разбойники, однако она была освобождена чудесным образом.
Святая Артелая умерла от простуды. Ей молятся об украденных людях, о болящих, об изгнанных.